# 音いろえんぴつ〜十二色〜
『音いろえんぴつ〜十二色〜』（おといろえんぴつじゅうにしょく）は、國府田マリ子の10枚目のアルバム。2003年12月3日、キングレコードより発売。

## 解説
- 國府田マリ子10枚目のアルバム。

## 収録曲
| 全作詞: 國府田マリ子。 |                                 |              |                |                  |      |
| #                      | タイトル                        | 作詞         | 作曲           | 編曲             | 時間 |
| 1.                     | 「魔法メロディ」                | 國府田マリ子 | 宮田繁男       | 宮田繁男         | 4:54 |
| 2.                     | 「9番目の雲」                   | 國府田マリ子 | 都啓一         | 井上うに・都啓一 | 3:56 |
| 3.                     | 「ホップ・ステップ・ジャンプ!」 | 國府田マリ子 | 井上うに       | 中村修司         | 4:54 |
| 4.                     | 「赤い空」                      | 國府田マリ子 | 井上うに       | 井上うに         | 3:48 |
| 5.                     | 「夏 雨 気持ち」                | 國府田マリ子 | 宮田繁男       | 宮田繁男         | 4:58 |
| 6.                     | 「地球の想い〜ほしの想い〜」    | 國府田マリ子 | 松本タカヒロ   | 宮田繁男         | 4:28 |
| 7.                     | 「いろとりどりの宇宙」          | 國府田マリ子 | イズミカワソラ | 鶴谷崇           | 4:32 |
| 8.                     | 「てのりぞうさん」              | 國府田マリ子 | 井上うに       | 井上うに         | 4:06 |
| 9.                     | 「羽根」                        | 國府田マリ子 | 西脇辰弥       | 西脇辰弥         | 4:52 |
| 10.                    | 「ため息のサプリメント」        | 國府田マリ子 | 松本タカヒロ   | 中村修司         | 3:31 |
| 11.                    | 「Ta・ra・ra」                  | 國府田マリ子 | イズミカワソラ | 鶴谷崇・マリくま | 3:20 |
| 12.                    | 「春が舞う」                    | 國府田マリ子 | 井上うに       | 井上うに         | 5:20 |